# ТАСС уполномочен заявить… (телесериал)
«ТАСС уполномо́чен заяви́ть…» — советский многосерийный телевизионный художественный фильм, поставленный в 1984 году режиссёром Владимиром Фокиным по одноимённому роману Юлиана Семёнова. Рассказывает о борьбе советской и американской разведок в годы холодной войны. Главные роли исполнили Вячеслав Тихонов, Юрий Соломин, Николай Засухин, Вахтанг Кикабидзе, Алексей Петренко. Телепремьера состоялась 30 июля — 10 августа (исключая выходные дни 4 и 5 августа) 1984 года.

## Сюжет
Основные действия фильма разворачиваются в Москве и в вымышленной африканской стране под названием Тразиланд, граничащей с другим вымышленным государством — Нагонией. В Тразиланде действие происходит в столице — Луисбурге. КГБ становится известно, что в Москве работает агент ЦРУ под кодовым именем Трианон, который передаёт американцам сведения, связанные с положением в Нагонии. В поисках шпиона КГБ выходит на научного сотрудника института экономики Ольгу Винтер. Подозрение сотрудников КГБ в шпионаже падает на её мужа Зотова, от которого Ольга ушла к Сергею Дубову. Зотов — инженер-корабел, контролирующий поставки из СССР в Нагонию. В Африку вылетает сотрудник КГБ Славин, который должен разобраться в ситуации. Славин получает первичную информацию от сотрудника посольства и одновременно сотрудника КГБ Игоря Минаева и на основе этой информации выходит на бывшего «власовца» Айвена Белью (Ивана Белого), который случайно оказался свидетелем вербовки советского специалиста американской разведкой. Славину удаётся встретиться с Белью, но тот отказывается дать показания, а потом его убивают. Славин убеждён, что убийство организовано ЦРУ и теперь возможен только один путь — вынудить сотрудников ЦРУ самим раскрыть своего агента.
Тем временем руководство ЦРУ с помощью своей нелегальной резидентуры — Лоренса и Джона Глэбба в Луисбурге готовит в Нагонии военный переворот с целью установления власти проамериканской хунты генерала Огано. Неожиданно Ольга Винтер умирает. Глэбб знакомится со Славиным и Зотовым, поддерживая внешне дружеские отношения. Но при этом он разворачивает операцию прикрытия Трианона и пытается подставить под удар Зотова, скомпрометировав его перед властями Луисбурга как американского агента.
В Москве генерал КГБ Константинов возглавляет разработку Трианона. Он выясняет, что вскрытие тела Винтер не проводилось по просьбе её отца, которому Дубов сообщил, что она была внебрачно беременна. Славин изучает биографию Глэбба и выясняет, что Джон Глэбб, будучи заместителем резидента ЦРУ, часто использовал своё положение в спецслужбах США для организации производства наркотиков в промышленных масштабах и транспортировки их по всему миру. Среди преступлений американского злодея упоминается, в частности, пересылка героина в выпотрошенных и начинённых этим наркотиком трупах младенцев, которых он предварительно массово закупал живыми у небогатых родителей специально для этой цели. Другой компрометирующей деталью является жена Глэбба, немка с нацистскими родственниками и обладательница крупного состояния, которую он подсадил на наркотики и держит взаперти в психиатрической клинике в надежде получить наследство. В фильме показана её индивидуальная палата-камера и интерьеры клиники, напоминающие не столько больницу, сколько фешенебельную европейскую виллу, построенную по проекту архитектора-модерниста.
Тело Винтер эксгумировано. Вскрытие опровергает данные о беременности, но выявляет факт отравления неизвестным ядом. Сотрудники КГБ начинают подозревать Дубова в убийстве Ольги. Слежка за ним показывает, что он обменивается посланиями с сотрудником американского посольства, в точности так, как это было обговорено в перехваченных шифровках Трианону. Американцы передают Дубову не только микроплёнки с посланиями, но также ювелирные изделия, причём такие, какие в СССР не производятся, и это становится одной из дополнительных улик против него. Между тем, о злоупотреблениях Глэбба становится известно его начальнику Лоренсу, главе резидентуры ЦРУ в Луисбурге, и Глэбб легко принимает решение отравить его и свалить это убийство на Славина. Славин оказывается в тюрьме, однако успевает проинформировать Минаева о провокации.
Когда Дубова арестовывают, он успевает принять яд. Чтобы выйти на его связного из посольства, КГБ использует загримированного сотрудника и очередную подругу Дубова — Ольгу Вронскую. Глэбб, который теперь стал главой резидентуры в Луисбурге, обеспокоенный заявлениями Славина, приходит к нему в камеру и узнаёт, что у арестованного есть документы о неприглядных делах Джона. Шантажируя Глэбба, Славин заставляет его добиться отсрочки операции с военным переворотом в Нагонии. Убедив американцев в том, что Трианон жив и действует, сотрудникам КГБ удаётся выманить атташе по культуре посольства США (он же сотрудник ЦРУ Лунс) на передачу контейнера с материалами, где его и задерживают. Взятие с поличным Лунса вынуждает ЦРУ отказаться от проведения военного переворота.

## В ролях
- Михаил Глузский — Пётр Георгиевич Фёдоров, генерал
- Вячеслав Тихонов — Константин Иванович Константинов, генерал
- Юрий Соломин — Виталий Всеволодович Славин, полковник
- Николай Засухин — Павел Трофимович Макаров, полковник
- Вахтанг Кикабидзе — Джон Грегори Глэбб, заместитель резидента ЦРУ в Тразиланде (озвучивание — Константин Николаев)
- Алексей Петренко — Пол Дик, американский журналист, собственный корреспондент газеты «Пост»
- Эльвира Зубкова — Пилар — любовница Глэбба, агент ЦРУ (озвучивание — Валентина Талызина)
- Николай Скоробогатов — Олег Карпович Архипкин, садовник посольства СССР в Тразиланде
- Георгий Юматов — Айвен Белью, он же Иван Демьянович Белый, бывший власовец
- Ирина Алфёрова — Ольга Викторовна Винтер, жена Зотова, любовница Дубова
- Ивар Калныньш — Игорь Степанович Минаев, офицер безопасности Посольства СССР в Тразиланде (озвучивание — Сергей Малишевский)
- Эрменгельд Коновалов — Стау, генерал, шеф криминальной полиции Луисбурга (озвучивание — Виктор Филиппов)
- Леонид Ярмольник — Горечаев, сотрудник КГБ
- Владимир Белоусов — Цызин, продавец магазина «Минеральные воды»
- Алексей Розанов — Карлуччи, хозяин магазина в Луисбурге
- Вацлав Дворжецкий — Виктор Львович Винтер, отец Ольги, академик АМН СССР
- Борис Химичев — Майкл Вэлш, заместитель директора ЦРУ
- Владлен Давыдов — Ерёмин, сотрудник Министерства иностранных дел СССР
- Леонид Куравлёв — Андрей Андреевич Зотов, инженер
- Борис Клюев — Сергей Дмитриевич Дубов, он же «Трианон», агент ЦРУ / двойник Дубова, он же сотрудник КГБ / сотрудник КГБ в сцене с ювелиром (5 серия, 48:40)
- Марина Левтова — Ольга Вронская
- Михаил Жигалов — Михаил Михайлович Парамонов, бывший автомеханик советского посольства в Луисбурге/заведующий гаражом «Межсудоремонта»
- Жанна Прохоренко — Клавдия Никитична, жена Парамонова
- Ольга Волкова — Эмма Шанц, жена Джона Глэбба
- Ян Янакиев — посол по особым поручениям США
- Николай Михеев — Павел Савельевич Озерский, художник, бывший власовец
- Александр Пашутин — Гмыря, сотрудник КГБ
- Павел Махотин — Яранцев, сотрудник КГБ СССР
- Хейно Мандри — Роберт Уильямс Пол Лоренс, резидент ЦРУ в Тразиланде (озвучивание — Владимир Дружников)
- Людмила Солоденко — врач в полицейском участке
- Валентина Титова — Галина Михайловна Потапенко, подруга Ольги
- Татьяна Плотникова — Раиса Исмаиловна Ниязметова, спортивный врач, подруга Ольги Винтер
- Владислав Ковальков — Владислав Тимофеевич, сотрудник КГБ
- Борис Быстров — Агафонов, майор юстиции, следователь КГБ
- Эрвин Кнаусмюллер — посол США в СССР
- Константин Карельских — Роберт Лунс, советник Посольства США в СССР по культуре, агент ЦРУ (озвучивание — Александр Белявский)
- Юрий Волков — Ван Зэгер, представитель «Трэйд Корпорэйшн»
- Владимир Мащенко — Евгений Никифорович Шаргин, работник внешнеторгового ведомства «Межсудоремонт»
- Микк Микивер — Дональд Ги, американский журналист (озвучивание — Александр Демьяненко)
- Эдуард Марцевич — Дмитрий Степанов, советский журналист
- Лембит Ульфсак — Ульрих, кинодокументалист из Западного Берлина
- Виктор Шульгин — Михаил Сергеевич Вогулев, академик АМН СССР, друг отца Ольги Винтер
- Георгий Тейх — Нелсон Грин, миллиардер
- Станислав Коренев — консул посольства СССР в Тразиланде
- Болот Бейшеналиев — Лао, советник генерала Марио Огано (озвучивание — Вадим Захарченко)
- Георгий Светлани — Георгий Данилович Кузнецов, ювелир
- Калифа Конде — Марио Огано, генерал армии повстанцев в Нагонии (озвучивание — Даниил Нетребин)
- Аристарх Ливанов — помощник Вэлша
- Надежда Бабкина — камео в эпизоде «Концерт в посольстве»
- Юрий Заев — Геннадий Иванович Сидоренко, сосед Дубова
- Александр Кудинов — сотрудник КГБ
- Николай Колчицкий — Борис Гавриков, капитан КГБ, двойник Дубова
- Николай Карпов — сотрудник КГБ
- Алексей Смирнов — гримёр
- Виктор Проскурин — сотрудник КГБ у бензоколонки
- Александр Карин — сотрудник КГБ (нет в титрах)
- Георгий Мартиросян — член комиссии, производившей эксгумацию
- Юрий Наумцев — Фрэнк, полицейский (озвучивание — Роман Филиппов)
- Вячеслав Кузьменко — Сурен Михайлович Оганесян, хирург, ученик Виктора Львовича Винтера

## Съёмочная группа
- Автор сценария: Юлиан Семёнов
- Режиссёр-постановщик: Владимир Фокин
- Оператор-постановщик: Игорь Клебанов
- Художник-постановщик: Петр Пашкевич
- Композитор: Эдуард Артемьев
- Звукооператор: Владимир Приленский
- Дирижёр: Юрий Серебряков
- Музыкальный редактор: Наталья Строева

## Производство
Сюжет фильма частично основан на реально имевших место событиях — под «Трианоном» в фильме подразумевается Александр Огородник, сотрудник отдела Америки Управления по планированию внешнеполитических мероприятий МИД СССР (УпВМ).
Прототипом Виталия Славина послужил друг Юлиана Семёнова, сотрудник, в дальнейшем генерал КГБ Вячеслав Кеворков. Прототипом генерала КГБ Константинова являлся первый заместитель начальника контрразведки КГБ генерал-лейтенант Виталий Константинович Бояров.
Прототипом генерала Петра Георгиевича Фёдорова был начальник главного управления контрразведки КГБ генерал-лейтенант Григорий Фёдорович Григоренко, одним из прототипов полковника Макарова (персонаж-склейка из двух сотрудников КГБ) явился полковник Игорь Константинович Перетрухин (в романе полковник Трухин), который также выступил консультантом фильма.
Прототипом Нелсона Грина, вероятно, был Збигнев Бжезинский.
Прототипом журналиста Дмитрия Степанова являлся сам Юлиан Семенов.
Прототипом Нагонии была Ангола, прототипом генерала Марио Огано — Жонаш Савимби, прототипом Луисбурга — Йоханнесбург.
Первоначально ставить картину должна была известная по фильму «Семнадцать мгновений весны» Татьяна Лиознова. Однако против неё выступил автор сценария Юлиан Семёнов. Чтобы угодить Семёнову, консультанты из КГБ предложили сценаристу самому определить режиссёра, с которым он захочет работать. Семёнов выбрал известного мастера детективного жанра Бориса Григорьева, который до этого поставил фильмы «Петровка, 38» и «Огарёва, 6». Однако вскоре после начала съёмок Григорьев был отстранён.
Музыка к фильму была написана композитором Эдуардом Артемьевым.
Съёмки фильма частично проходили на Кубе.
В действительности на тайниковой операции была задержана сотрудница московской резидентуры ЦРУ Марта Питерсон, причём не на мосту, а во время спуска по лестнице. В фильме вместо неё действует советник посольства Лунс. Вероятно, замена была вызвана необходимостью показать обыск шпиона и его нательную «рацию» — а у Марты Питерсон она была спрятана в бюстгальтере. Однако в фильме не забыли упомянуть и её — в круг подозреваемых КГБ в шпионаже входила сотрудница посольства США Марта Патерсон.
В 10-й серии при задержании Роберта Лунса офицеры КГБ снимают с его тела «рацию». В реальности сотрудники ЦРУ в Москве использовали не рацию, а радиоприёмник SRR-100 специальной конструкции для прослушивания переговоров службы наружного наблюдения КГБ, то есть определения факта слежки.
В 8-й серии фильма КГБ обнаруживает в квартире Дубова шифроблокнот и успешно расшифровывает прошлые радиограммы, полученные агентом Трианоном. При соблюдении агентом правил шифрованной переписки это даже теоретически невозможно, так как после дешифровки одноразовые ключи должны немедленно уничтожаться. Очевидно, Дубов грубо нарушил инструкцию, что явилось некоторой гиперболой по отношению к действиям его реального прототипа: «К величайшему удивлению следователей, были обнаружены рассованные по различным книгам листы уже расшифрованных передач. Поразительно, но американский агент не уничтожал их, вопреки строжайшей инструкции». По мнению полковника Перетрухина, «Огородник в силу своей самовлюблённости не мог уничтожить эти документы, так как там почти всегда присутствовали слова похвалы в его адрес».
В реальности Огородник ездил на чёрной «Волге» с номером 42-92 МКЩ; в фильме же его «Волга» — светлого цвета, а чёрная «Волга» оставлена для генерала КГБ Фёдорова.
В 10-й серии во время операции в Парке Победы генералу Константинову докладывают: «В посольстве США освещены все окна на четвёртом этаже». В реальности резидентура ЦРУ размещалась на седьмом этаже посольского здания.